# Earl of Beaconsfield

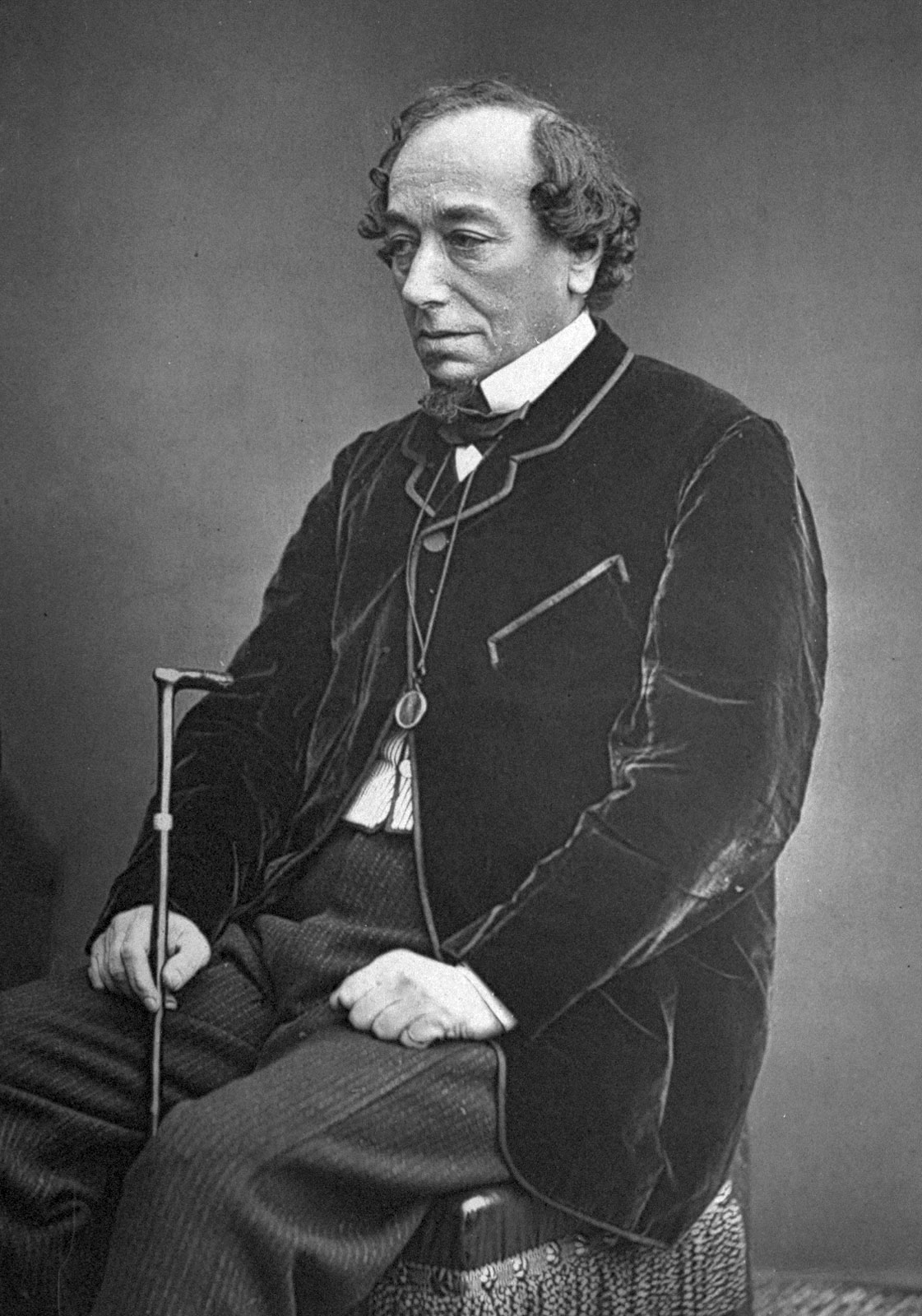
Benjamin Disraeli, 1. Earl of Beaconsfield, 1878

Earl of Beaconsfield, in the County of Buckingham, war ein erblicher britischer Adelstitel in der Peerage of the United Kingdom, der nach dem Ort Beaconsfield benannt war.

## Verleihung und nachgeordnete Titel
Der Titel wurde am 21. August 1876 von Königin Victoria für den britischen Premierminister Benjamin Disraeli geschaffen. Zusammen mit der Earlwürde wurde ihm der nachgeordnete Titel Viscount Hughenden, of Hughenden in the County of Buckingham, verliehen.
Da der Earl kinderlos blieb, erloschen seine Titel bei seinem Tod am 19. April 1881.

## Liste der Earls of Beaconsfield (1876)
- Benjamin Disraeli, 1. Earl of Beaconsfield (1804–1881)